# 블루 하와이
《블루 하와이》(Blue Hawaii)는 1961년 공개된 미국의 영화이다.

## 출연

### 주연
- 엘비스 프레슬리
- 조안 블랙맨

### 조연
- 안젤라 랜즈베리
- 낸시 월터스
- 제니 맥스웰
- 파멜라 오스틴
- 다렌 톰킨스

## 기타
- 미술: 헐 페레이라
- 미술: 월터 H. 타일러
- 의상: 에디스 헤드